# Chrysiogenes
Genre
Chrysiogenes est un genre monospécifique de bacilles Gram négatifs de la famille des Chrysiogenaceae, dont il est le genre type.
Selon la LPSN (23 avril 2025) ce genre ne contient qu'une seule espèce, Chrysiogenes arsenatis, qui est donc aussi son espèce type.

## Taxonomie
Ce genre est proposé en 1996 par J.L. Macy et al. pour recevoir l'espèce Chrysiogenes arsenatis, isolée d'une roselière proche d'une mine d'or en Australie. Il est validé l'année suivante par une publication dans l'IJSB, ancêtre de l'IJSEM.
Le nom correct complet (avec auteur) de ce taxon est Chrysiogenes Macy et al. 1996.
Son espèce type est Chrysiogenes arsenatis Macy et al. 1996.

### Étymologie
L'étymologie du nom générique est la suivante : Chry.si.o.ge.nes. (Gr. neut. n.) chryseîon, une mine d'or; -genes (Gr. suff.) , sorti de, né de;  gennaô (du Gr. ind. v.), engendrer; N.L. masc. n. Chrysiogenes, sorti d'une mine d'or.